# Kryterium Asów Polskich Lig Żużlowych im. Mieczysława Połukarda 2008
Kryterium Asów Polskich Lig Żużlowych im. Mieczysława Połukarda 2008 – 27. edycja turnieju żużlowego poświęconego pamięci polskiego żużlowca, Mieczysława Połukarda odbył się 30 marca 2008. Zwyciężył Tomasz Gollob.

## Wyniki
- 30 marca 2008 (niedziela), Stadion Polonii Bydgoszcz
- NCD: Wiesław Jaguś – 64,64 w wyścigu 6
- Sędzia: Artur Kuśmierz

| Msc. | Zawodnik                 | Klub         | Pkt |             |  |
| ---- | ------------------------ | ------------ | --- | ----------- |  |
| 1    | (1) Tomasz Gollob        | Gorzów Wlkp. | 14  | (2,3,3,3,3) |  |
| 2    | (12) Emil Sajfutdinow    | Rosja        | 13  | (3,3,3,2,2) |  |
| 3    | (13) Tomasz Chrzanowski  | Gdańsk       | 11  | (3,1,3,3,1) |  |
| 4    | (10) Krzysztof Kasprzak  | Leszno       | 10  | (2,1,2,3,2) |  |
| 5    | (6) Wiesław Jaguś        | Toruń        | 9   | (0,3,2,1,3) |  |
| 6    | (15) Tomasz Jędrzejak    | Wrocław      | 9   | (2,2,2,2,1) |  |
| 7    | (4) Damian Baliński      | Leszno       | 8   | (3,2,0,0,3) |  |
| 8    | (16) Jonas Davidsson     | Szwecja      | 8   | (1,1,1,2,3) |  |
| 9    | (5) Andreas Jonsson      | Szwecja      | 8   | (3,2,1,1,1) |  |
| 10   | (9) Rafał Okoniewski     | Bydgoszcz    | 7   | (1,d,2,3,1) |  |
| 11   | (14) Ryan Sullivan       | Toruń        | 6   | (0,2,3,1,0) |  |
| 12   | (2) Krzysztof Buczkowski | Bydgoszcz    | 5   | (1,0,0,2,2) |  |
| 13   | (3) Sławomir Drabik      | Częstochowa  | 4   | (0,3,1,0,0) |  |
| 14   | (11) Luboš Tomíček       | Czechy       | 4   | (0,1,0,1,2) |  |
| 15   | (8) Martin Smolinski     | Niemcy       | 2   | (2,0,0,0,0) |  |
| 16   | (7) Daniel Jeleniewski   | Wrocław      | 2   | (1,0,1,0,0) |  |
|      | rez. Marcin Jędrzejewski | Bydgoszcz    | ns  |             |  |
|      | rez. Michał Łopaczewski  | Bydgoszcz    | ns  |             |  |

Bieg po biegu
1. [65,47] Baliński, Gollob, Buczkowski, Drabik
2. [65,49] Jonsson, Smolinski, Jeleniewski, Jaguś
3. [64,75] Sajfutdinow, Kasprzak, Okoniewski, Tomíček
4. [64,97] Chrzanowski, Jędrzejak, Davidsson, Sullivan
5. [65,82] Gollob, Jonsson, Chrzanowski, Okoniewski
6. [64,64] Jaguś, Sullivan, Kasprzak, Buczkowski
7. [65,25] Drabik, Jędrzejak, Tomíček, Jeleniewski
8. [65,59] Sajfutdinow, Baliński, Davidsson, Smolinski
9. [66,77] Gollob, Tomíček, Davidsson, Tomíček
10. [66,15] Sajfutdinow, Jędrzejak, Jonsson, Buczkowski
11. [65,96] Sullivan, Okoniewski, Drabik, Smolinski
12. [66,07] Chrzanowski, Kasprzak, Jeleniewski, Baliński
13. [67,34] Gollob, Sajfutdinow, Sullivan, Jeleniewski
14. [66,95] Chrzanowski, Buczkowski, Tomíček, Smolinski
15. [66,36] Kasprzak, Davidsson, Jonsson, Drabik
16. [65,84] Okoniewski, Jędrzejak, Jaguś, Baliński
17. [68,18] Gollob, Kasprzak, Jędrzejak, Smolinski
18. [67,03] Davidsson, Buczkowski, Okoniewski, Jeleniewski
19. [66,46] Jaguś, Sajfutdinow, Chrzanowski, Drabik
20. [66,40] Baliński, Tomíček, Jonsson, Sullivan